# Teredorus truncatus
Teredorus truncatus är en insektsart som beskrevs av Shishodia 1991. Teredorus truncatus ingår i släktet Teredorus och familjen torngräshoppor. Inga underarter finns listade i Catalogue of Life.